# Strada statale 512 del Lago di Cavazzo
La ex strada statale 512 del Lago di Cavazzo (SS 512), ora strada regionale 512 del Lago di Cavazzo (SR 512), è una strada regionale italiana, che si sviluppa in Friuli-Venezia Giulia.

## Percorso
Inizia nel capoluogo della Carnia procedendo verso sud e raggiungendo Cavazzo Carnico. Prosegue verso Somplago per poi correre lungo la parte orientale del lago che le dà il nome, sotto le pendici del Monte San Simeone. Da qui prosegue verso Alesso, Trasaghis con un percorso a tratti parallelo all'Autostrada A23, fino a terminare a Gemona del Friuli, dopo aver superato il Tagliamento al ponte di Braulins.

### Tabella percorso
| Strada statale 512 del Lago di Cavazzo |                                                     |      |      |           |
| Tipo                                   | Indicazione                                         | ↓km↓ | ↑km↑ | Provincia |
|                                        | Tolmezzo - SS 52 Carnica                            | 0,0  | 22,0 | UD        |
|                                        | Ponte Avons (Tagliamento) - SP 1 della Val d'Arzino | 1,5  | 20,5 | UD        |
|                                        | Cavazzo Carnico                                     | 5,1  | 16,9 | UD        |
|                                        | Lago di Cavazzo                                     | 9,5  | 12,5 | UD        |
|                                        | Galleria del Lago I (225 mt) e II (590 mt)          | /    | /    | UD        |
|                                        | Interneppo - SP 36 di Bordano                       | 12,3 | 9,7  | UD        |
|                                        | Alesso di Trasaghis                                 | 15,0 | 7,0  | UD        |
|                                        | SP 41 di Forgaria                                   | 18,0 | 4,0  | UD        |
|                                        | Trasaghis                                           | 19,1 | 2,9  | UD        |
|                                        | Ponte di Braulins (Tagliamento) - SP 63 Rivillino   | 20,5 | 1,5  | UD        |
|                                        | Gemona del Friuli - SS 13 Pontebbana                | 22,0 | 0,0  | UD        |

Dal 1º gennaio 2008 la gestione è passata alla Regione Friuli-Venezia Giulia, che ha provveduto al trasferimento delle competenze alla società Friuli Venezia Giulia Strade S.p.A..